# Garba Lawal
Garba Lawal (* 22. Mai 1974 in Kabuna) ist ein ehemaliger nigerianischer Fußballspieler, der im Mittelfeld spielte und unter anderem an den Olympischen Spielen 1996 in Atlanta teilnahm. Derzeit ist er Geschäftsführer des Kaduna United FC.

## Karriere

### Im Verein
Lawal begann seine Karriere bei Julius Berger in Nigeria. 1995 wechselte er zu Espérance Tunis. Nach einer Saison wechselte er in die niederländische Eredivisie zu Roda JC Kerkrade, wo er seine erfolgreichste Zeit hatte. Sechs Saisons spielte er in Kerkrade und gewann zweimal den KNVB-Cup. Für die Saison 2002/03 wechselt er zu Levski Sofia in die bulgarische Lige und konnte den Bulgarischen Cup gewinnen. Er gab ein sehr kurzes Gastspiel in den USA bei Columbus Crew um dann nach Schweden zu Elfsborg zu wechseln. In der Saison 2005/06 zog es ihn zu Santa Clara in Portugal. Von Portugal wechselte er nach nur einem halben Jahr zu Iraklis Thessaloniki und wechselte nach nur 3 Monaten zu seinem Ursprungsverein Julius Berger in Nigeria. Zur Saison 2007/08 versuchte er sein Glück in China und unterschrieb einen Vertrag bei Changsha Ginde.
Für die Saison 2008/09 zog es ihn endgültig in die Heimat zurück. Er blieb bis 2012 bei Julius Berger und beendete  bei Lobi Stars seine Karriere.

### In der Nationalmannschaft
Lawal nahm bei den Olympischen Spielen 1996 in Atlanta teil. Er stand vier Mal beim Afrika-Cup 2000, 2002, 2004 und 2006 im Kader der Nationalmannschaft, und nahm auch an der Weltmeisterschaft 1998 in Frankreich teil.

### Als Trainer
Im August 2009 wurde er als Co-Trainer von Lobi Stars FC vorgestellt. Im selben Jahr wurde er als Teamkoordinator für die nigerianische U-17-Fußballnationalmannschaft angestellt.